# Silvia Caballol
Silvia Caballol Clemente (Suria, 1983) es una psicóloga clínica y escritora española.

## Biografía
Tras realizar estudios en la Universidad Autónoma de Barcelona, obtuvo el título de Psicóloga clínica. Cursó un posgrado en Psicología de la salud, en la misma casa de estudios.
En 2015 empezó a publicar novelas eróticas, siendo también el satanismo tema en sus obras. Caballol vivió mucho tiempo en Barcelona. Posteriormente se mudó a Marruecos con su marido y sus tres hijos. Desde su divorcio vive en Manresa.

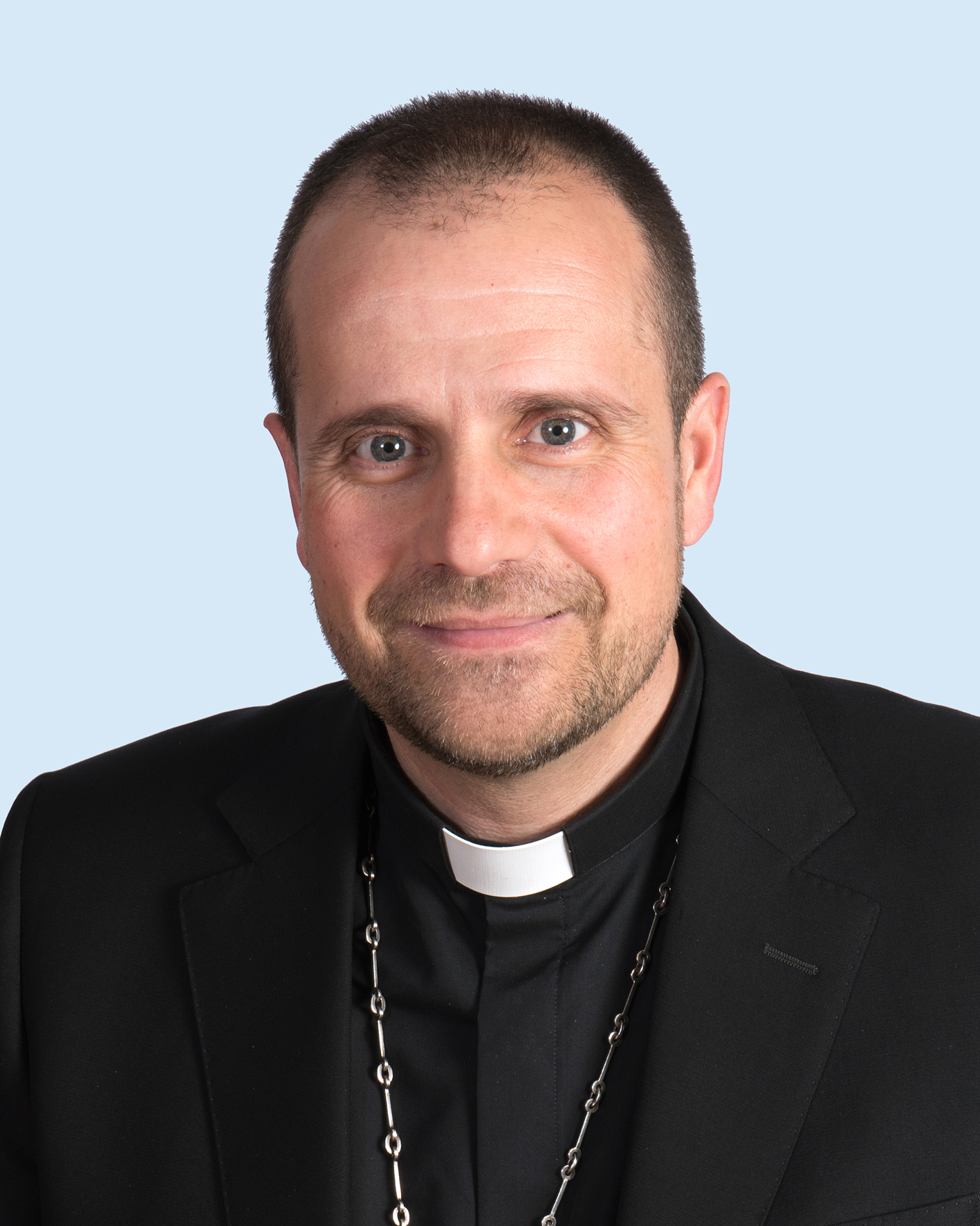
Novell fue obispo de Solsona, entre 2010 y 2021.

Se dio a conocer mundialmente por su relación sentimental con el obispo de Solsona, Xavier Novell, quien renunció el 23 de agosto de 2021 por motivos personales. La información sobre la relación fue publicada por primera vez en el sitio web Religión Digital. La pareja contrajo matrimonio civil el 22 de noviembre en el municipio barcelonés de Suria.
El 7 de abril de 2022 dio a luz a dos gemelas, a quienes nombraron Coaner y Míriam. En abril de 2024, Novell contrajo matrimonio religioso con Novell tras recibir una dispensa del papa Francisco, regularizando así su situación canónica.
En mayo de 2024, durante una entrevista en Espejo público, Caballol explicó los motivos que llevaron a su esposo a abandonar el obispado: «Cuando empezó a sentir unos sentimientos que no entendía, que no le habían pasado en 50 años, él no quería tener una doble vida, no quería defraudar a nadie».

## Pensamientos

### Celibato opcional
En noviembre de 2024, durante una entrevista en el programa Col·lapse, del canal catalán TV3, Silvia Caballol abogó por que su esposo pueda volver a ejercer como prelado, a pesar de su condición de hombre casado. En un extenso diálogo con Ricard Ustrell, defendió la idea del "celibato opcional" dentro de la Iglesia y planteó una reflexión sobre el papel de la sexualidad: “La sexualidad, incluso dentro de la Iglesia, ya no se ve como algo indigno; es fuente de gozo, de alegría, de enriquecimiento, y para nada debe ser mitificada ni convertirse en una causa de penalización”.
Caballol se preguntó abiertamente: “¿por qué Xavier no podía ejercer su obispado si era un hombre comprometido con su fe y perfectamente capaz?”. Además, reveló que había escrito una carta al papa Francisco en la que expresaba su sueño de que Novell sea readmitido incluso en su mismo obispado, el de Solsona.

## Libros
Caballol publicó dos libros:
- Caballol, S. (2016). Trilogía amnesia. Lacre. ISBN 9788416815937.
- Caballol, S. (2017). El infierno en la lujuria de Gabriel. Ediciones Albores-Fco. Javier Boniquito Agudo. ISBN 9788417072193.

## En la cultura popular

### Teatro
El 11 de junio de 2022 se estrenó en Solsona Lo del bisbe ("Lo del obispo"), una comedia inspirada en la vida de Xavier Novell y su relación con Silvia Caballol. La obra, producida por Lacetània Teatre y dirigida por Aleix Albareda, retrata con humor los acontecimientos que rodearon a la pareja. «La obra se ha escrito sola», comentó Albareda, autor y director, haciendo alusión al carácter insólito y mediático de la historia.

### Televisión
La pareja Novell-Caballol reveló que varias productoras, entre ellas La Manchester (de Ricard Ustrell), Minoria absoluta (de Toni Soler), Unicorn Content (de Ana Rosa Quintana), Mediacrest y Producciones del Barrio (de Jordi Évole), les propusieron convertir su historia en el argumento de un proyecto televisivo de serie de ficción. Ante estas propuestas, Xavier Novell se negó, optando por mantenerse al margen y continuar con su vida privada. Por su parte, Silvia Caballol reconoció que, en cierto modo, existe en ella el deseo de inmortalizar un proceso tan inusual. No obstante, también manifestó su preocupación por las personas implicadas indirectamente en la historia.
En marzo de 2025, la pareja cerró un preacuerdo con La Manchester, de Ricard Ustrell, buscando plataformas para emitir la serie de ficción.